# Soul Calibur
Soulcalibur (japanska: ソウルキャリバー?, Soorukaribaa) är ett slagsmålsspel ursprungligen till Sega arkad och Sega Dreamcast.

## Karaktärer
| Namn         | Vapen                     | Härkomst                             |
| ------------ | ------------------------- | ------------------------------------ |
| Mitsurugi    | Katana                    | Bizen, Japan                         |
| Taki         | Kodachi                   | Japan                                |
| Yunsung      | Dao                       | Jirisan, Korea                       |
| Kilik        | Bo                        | Kina                                 |
| Xianghua     | Jian                      | Peking, Kina                         |
| Maxi         | Nunchakus                 | Shuri/Okinawa, Japan                 |
| Yoshimitsu I | Katana och sashimono      | Ingen                                |
| Nightmare    | Zweihänder (Souledge)     | Okänt                                |
| Ivy          | Snake sword               | London, Brittiska imperiet           |
| Cervantes    | Långsvärd och pistolsvärd | Valencia, Spanien                    |
| Sophitia     | Svärd och sköld           | Aten, Osmanska riket                 |
| Astaroth     | Stridsyxa                 | Persien                              |
| Voldo        | Katar                     | Palermo, Kungariket Neapel           |
| Seung Mina   | Naginata                  | Jirisan, Korea                       |
| Lizardman    | Svärd och sköld           | Okänt                                |
| Siegfried    | Zweihänder                | Ober-Getzenberg, Tysk-romerska riket |
| Rock         | Stridsyxa                 | London, Brittiska Imperiet           |
| Arthur       | Katana                    | South Hampton, Brittiska Imperiet    |
| Edge Master  | Blandat                   | Okänt, Himalaya                      |
| Hwang        | Dao                       | Jirisan, Korea                       |
| Inferno      | Blandat                   | Okänt                                |